# Anđeo (emisija)
„Anđeo“ je televizijski esej Radio-televizije Srbije iz 2000. posvećen poeziji ruskog pesnika Aleksandra Sergejeviča Puškina. Emisija traje 30 minuta, a reditelj je Slobodan Ž. Jovanović.
U čast dvestagodišnjice Puškinovog rođenja, RTS je snimila tri emisije: „Sužanj“, „Anđeo“ i „Eho“.
Emisija „Anđeo“ obuhvata Puškinovo stvaralaštvo iz periodu kada je postao uzor u pesničkim, književnim i intelektualnim krugovima Ruske Imperije i Evrope. Kroz odabrane stihove pesnika, u interperetaciji glumaca, sagledava se spoznaja, razočaranje i bunt pesnika spram Carske dikature i nepoštovanja ljudskih prava.

## Autorska ekipa
- Reditelj Slobodan Ž. Jovanović

## Učestvuju
- Olga Odanović
- Jadranka Nanić Jovanović
- Ivan Jagodić
- Dragan Petrović Pele

## Spoljašnje veze
- Anđeo на веб-сајту  (језик: енглески)
- A.S.Puškin - Anđeo (2/3) на веб-сајту